# Шестопалов В'ячеслав Михайлович
Шестопалов Вячеслав Михайлович (18 липня 1936, Дніпропетровськ — 10 грудня 2023) — український гідрогеолог, еколог, спеціаліст у галузі інженерної геології, дійсний член НАН України. Радник Президії Національної академії наук України.

## Біографія

### Ранні роки
Народився в місті Дніпропетровськ 18 липня 1936 в родині службовця. Навчався в середній школі м. Чернівці, яку закінчив з золотою медаллю.

### Освіта
З 1954 по 1959 рік навчався на геологічному факультеті Київського університету і одержав диплом з відзнакою. Після його закінчення працював у Львівській і Центральній геологічних експедиціях.
З 1967 по 1970 рр. навчався в аспірантурі Інституту геологічних наук НАН України, де захистив кандидатську дисертацію і залишився працювати на науковій роботі.

## Наукова кар'єра
Вячеслава Шестопалова обрано академіком НАНУ 14 квітня 1995 року за спеціальністю: геологія, геофізика.
Доктор геолого-мінералогічних наук (1983 р), професор (1991 р), член-кореспондент НАН України (1988 р.), академік НАН України (1995 р.), заступник директора з наукової роботи Інституту геологічних наук (з 1984 р.), керівник Відділення гідрогеології та інженерної геології ІГН НАН України, директор Науково-інженерного центру радіогідрогеоекологічних полігонних досліджень НАН України (з 1991 р), з 2004 р. — академік-секретар відділення наук про Землю Національної академії наук України.
Основними результатами фундаментальних досліджень академіка В. М. Шестопалова є:
- розроблення теоретичних основ і методологічних принципів досліджень закономірностей водообміну в гідро¬геологічних структурах України;
- створення нових та вдосконалення відомих методів і методик гідрогеологічних досліджень;
- виявлення і всебічне дослідження регіональних та ло¬кальних закономірностей формування водообміну та ресур¬сів підземних вод в основних гідрогеологічних структурах України;
- дослідження процедур формування якісних і кількісних характеристик підземних вод України під впливом техноген¬них чинників, пов'язаних з водозаборами підземних вод, Чорнобильською катастрофою тощо;
- виявлення і оцінення преференціальних шляхів фільт¬рації і міграції у формуванні підземних вод;
- дослідження автореабілітаційних властивостей гео¬логічного середовища забруднених територій;
- вивчення закономірностей формування деяких типів мінеральних вод, їх класифікаційних ознак.

Основні прикладні результати наукових досліджень Шес- топалова В. М. полягають у:
- регіональному вивченні гідрогеологічних умов Украї¬ни, створенні різномасштабних гідрогеологічних карт як ос¬нови для пошукових і екологічних досліджень;
- впровадженні в практику нових уявлень про закономір¬ності формування і територіальний розподіл природних ре¬сурсів підземних вод, придатних для водопостачання, об- ґрунтовання перспективних можливостей щодо забезпечен¬ня питних потреб населення України якісними підземними водами;
- якісній і кількісній оцінці умов та характеристик регіо¬нального і локального забруднення (в тому числі радіоактивного) підземних вод та геологічного середовища;
- впровадженні сучасних методів і технологій з метою на¬дійного прогнозування стану якості і ступеня виснаження під¬земних вод, розробці контрзаходів з ефективного їх захисту.

Результати проведених комплексних фундаментальних методичних і регіональних досліджень є науковою основою для вирішення практичних завдань з водопостачання населення та раціонального водокористування. На основі аналізу гідродинамічних методів В. М. Шестопаловим показані основні труднощі їх застосування при вирішенні регіональних оцінок природних ресурсів. Розроблені методичні засади щодо складання карт п'єзоізогіпс, водопровідності порід і оцінки природних ресурсів, загального та підземного стоку в річки. Ці пропозиції базуються на виявленій і доведеній автором кореляційній залежності рівнів підземних вод поверхово розташованих водоносних горизонтів, розповсюджених до глибин 700—1000 м, і абсолютних відміток земної поверхні в місцях буріння свердловин, в яких замірялися рівні.
Високий рівень ідентичності конфігурації рівнів багатоповерхової системи водоносних горизонтів і поверхні землі підтвердив положення про важливу роль вертикального зв'язку поверхово розташованих водоносних горизонтів через слабопроникні шари порід (глин, мергелів, аргілітів то¬що) в формуванні водообміну в верхній гідродинамічній зоні і, зокрема, природних ресурсів підземних вод. Використання кореляційних оцінок при побудові регіональних карт п'єзоізогіпс дозволяє суттєво підвищити інформативність і надійність цих карт. При побудові регіональних карт водопровідності, які потрібні для оцінки підземного стоку, були вперше застосовані статистичні методи обробки даних. Крім того, для зменшення похибок оцінки водопровідності за даними відкачок з окремих свердловин був використаний аналіз зв'язку між водо- провідностями, які отримані по центральних і спостережних свердловинах і які використовувались для проведення кущових відкачок.
Для уточнення водопровідності порід запропоновано та¬кож використовувати гідродинамічну сітку депресивних воронок, які утворюються при проведенні групових відкачок або експлуатації водозаборів при сталому режимі. Використання охарактеризованих методичних підходів для побудови карт параметрів дозволило розробити відповідну методику оцінки підземного стоку за даними його гідродинамічної структури.
Вперше було запропоновано новий методичний підхід для оцінки природних ресурсів на основі аналізу роботи діючих водозаборів і виявлення генетичних складових формування їх експлуатаційних запасів. Шестопалов розглянув теоретичні аспекти натурного моделювання, основи застосування теорії подібності для вивчення природних ресурсів підземних вод, оцінку підземного стоку в річки з застосуванням теорії подібності, застосування методу групового обліку аргументів для визначення виду критеріального рівняння, використання гідро-геологічної аналогії для вивчення природних ресурсів під¬земних вод. Запропоновано картування природних ресурсів і їх частин як багатоступеневий процес, завдяки якому є можливість поступово підвищувати достовірність і точність оцінок. На основі виконаних оцінок природних ресурсів підземних вод за розробленою новою методикою були виявлені і охарактеризовані закономірності їх формування і територіального розподілу.
Після Чорнобильської катастрофи Шестопалов В. М. займався питаннями розповсюдження чорнобильських радіонуклідів у геологічному середовищі України, моделюванням міграції радіонуклідів у гідрогеологічних структурах.
Масштабне математичне дослідження міграції радіонуклідів у геологічне середовище було проведено за допомогою дворівневої гідрогеологічної моделі для Центральної частини Чорнобильської зони відчуження. Математична модель має регіональний і локальний рівні. Метою математичних експериментів було дослідження можливості забруднення Прип'ятського водозабору радіонуклідами Чорнобильського походження з урахуванням можливих зон швидкої міграції. За допомогою математичних моделей проведено численні математичні експерименти для виявлення особливостей міграції радіонуклідів у геологічному середовищі. Виконаний прогноз можливого забруднення напірних підземних вод показав низьку імовірність процесу, а спуск води у ставку-охолоджувачі практично не вплине на якість питної води з водозабору.
Під керівництвом В. М. Шестопалова, зазначає Ігор Шаров і за його активної участі виконуються дослідження з оцінки ролі ландшафтних умов на захворюваність дітей під впливом радіації та інших забруднювачів. Протягом багатьох років В. М. Шестопалов із співробітниками займається проблемами мінеральних вод — картування їх розповсюдження і різномаїття, вивчення формування ок-ремих їх видів, зокрема мінеральних вод типу «Нафтуся», розробкою першої української класифікації мінеральних вод. Він вперше обґрунтував і довів наявність двох областей розповсюдження мінеральних вод типу «Нафтуся» — Карпатської і Подільської.
Нагороджений Почесною Грамотою Президії Верховної Ради України за активну участь у ліквідації наслідків Чорнобильської аварії (1987 р.), лауреат премії Ради Міністрів СРСР (1991 р.), заслужений діяч науки і техніки України (1998 р.), кавалер ордену «За заслуги» (2002 р.).
Академік В. М. Шестопалов — автор понад 350 наукових праць, в тому числі 21 монографії, 22 геологічних та гідрогеологічних карт, включаючи три міжнародні і декілька карт у Національному атласі України. За найбільш значні монографії — чотирьохтомне видання «Водообмен в гидрогеологических структурах Украины» і «Методика оценки естественных ресурсов подземных вод» — нагороджений Державною премією України в галузі науки і техніки 2004 р.